# Decoración de galletas

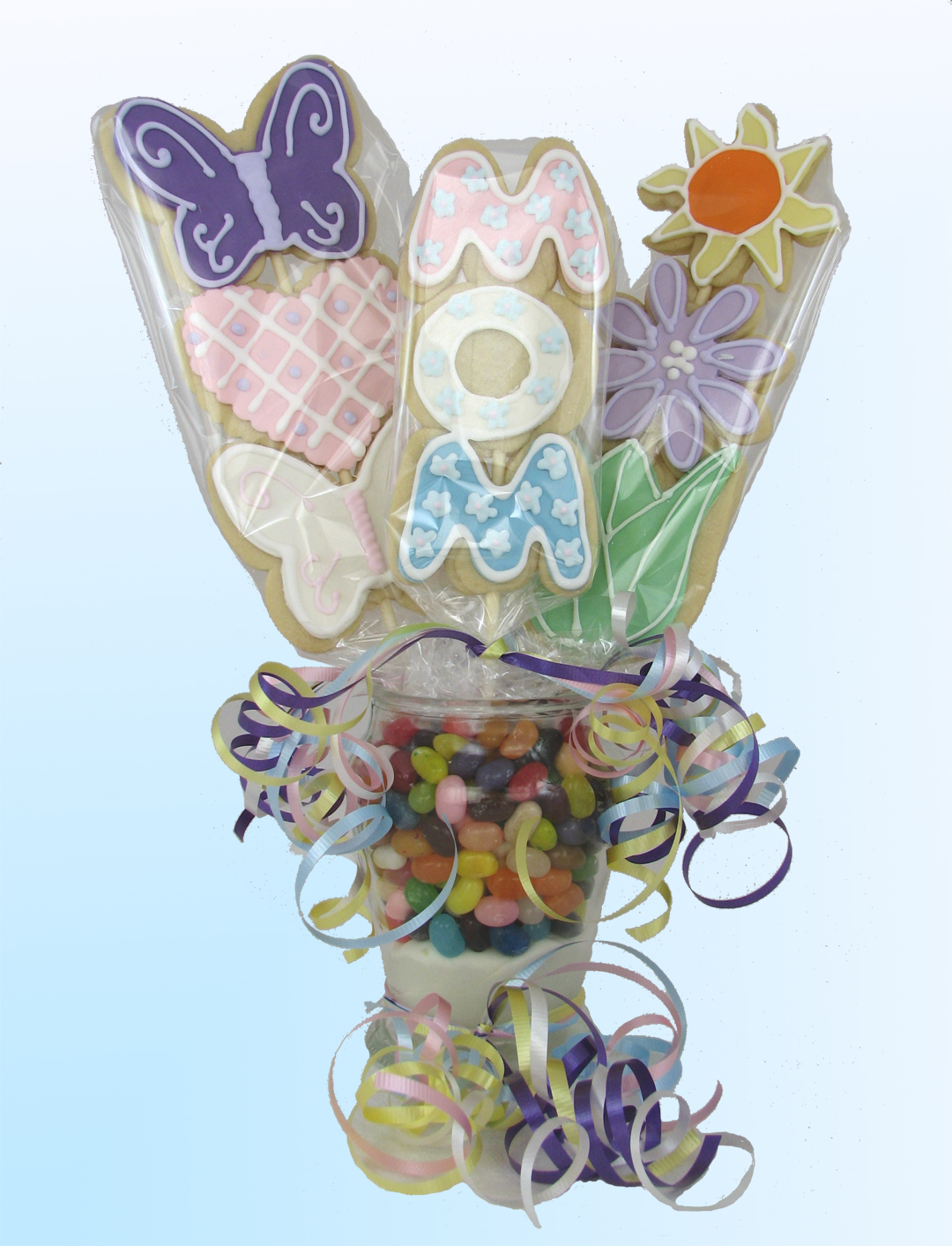
Galletas decoradas con fondant y glaseado real como parte de un buqué de galletas del Día de la Madre.

La decoración de galletas data de al menos el siglo XIV, cuando en Suiza se tallaban moldes de galletas springerle en madera para imprimir motivos bíblicos en las galletas.
Los elementos artísticos de la elaboración de galletas también puede remontarse hasta la Alemania medieval, cuando las lebkuchen se hacían con formas elaboradas y se decoraban con azúcar. La historia de Hansel y Gretel publicada con los Cuentos de hadas de los Grimm en 1813 inspiró las tarjetas navideñas alemanas de galletas de jengibre.
Actualmente las tradiciones de decorar galletas perduran en muchos lugares del mundo e incluyen actividades tales como fiestas de decoración de galletas, competiciones, elaboración de buqués de galletas y cestas de regalo de galletas, y la simple decoración con ayuda de los niños como diversión familiar.
El glaseado, el glaseado real y el fondant son elecciones populares para decorar galletas.

## Historia
Una de las formas más antiguas registradas de galleta decorada es el springerle. El molde más antiguo de springerle está en la museo nacional suizo de Zúrich (Suiza). Se trata de un molde redondo tallado en madera el siglo XIV, y representa al Cordero Pascual.
Se usa molde o prensa (rodillo de cocina tallado) de springerle para imprimir un dibujo o diseño en una galleta. Las springerles han sido las galletas navideñas tradicionales en Baviera y Austria durante siglos. Para ampliar el efecto decorativo, los diseños pueden colorearse usando colorantes o (cuando se usa solo con fines decorativos) con témpera o pintura acrílica.

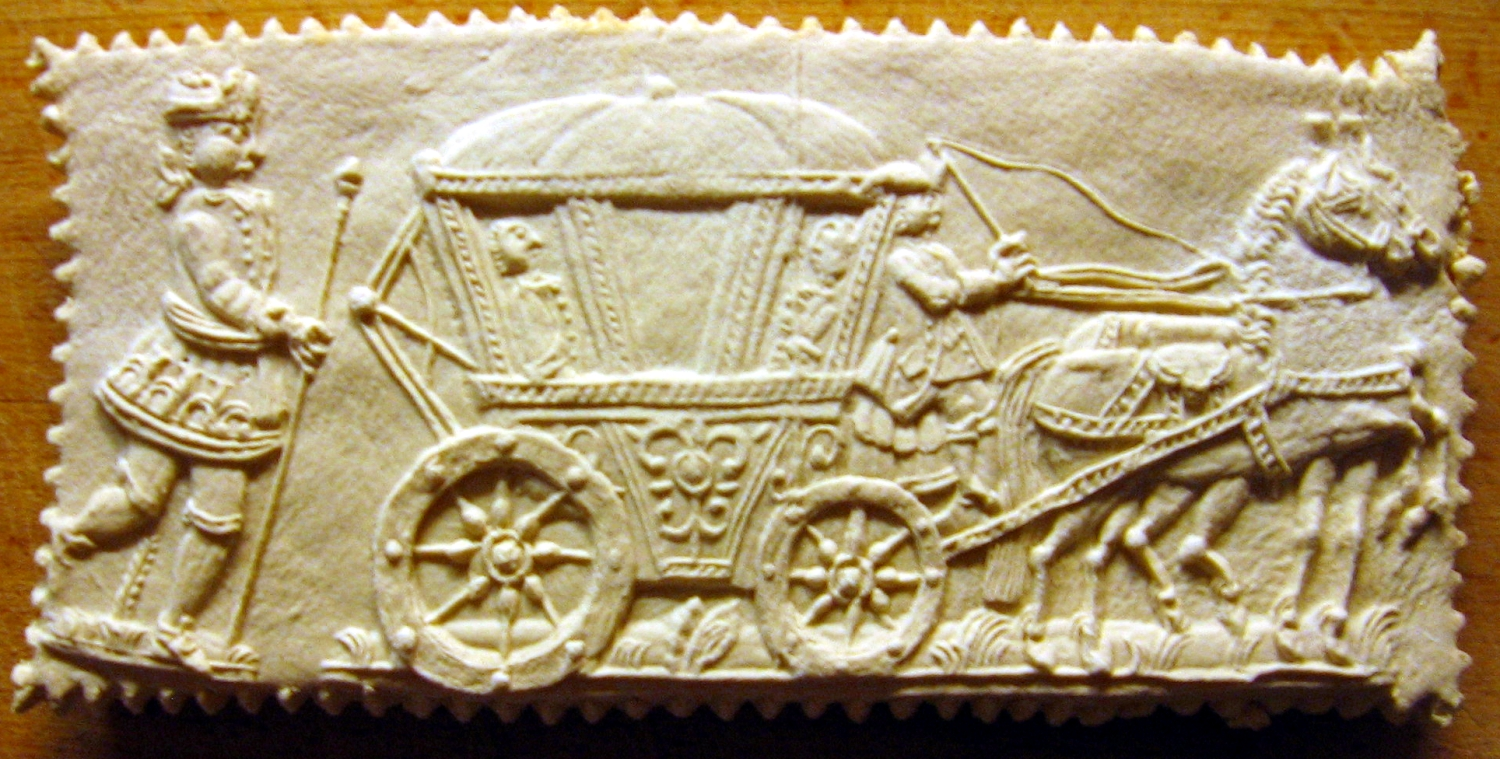
Springerle.

Las galletas springerle mostraban originalmente escenas bíblicas, usándose para enseñar la Biblia a los analfabetos. Finalmente, las galletas fueron decoradas con escenas laicas representativas de sucesos cotidianos, como bodas y nacimientos.
Los historiadores gastronómicos también remontan los elementos artísticos de la elaboración de galletas a la Alemania medieval, donde el lebkuchen (pan de jengibre) se hacía con formas curiosas y se decoraba con azúcar. Sin embargo, los gremios solo permitían que lo elaborasen los reposteros profesionales, con las excepciones de Navidad y Pascua, cuando todo el mundo podía.
El primer hombre de jengibre pudo haber sido renacentista: los historiadores gastronómicos acreditan esta galleta a menudo a la reina Isabel I de Inglaterra, que durante su reinado (de 1558 a 1603) obsequiaba a los visitantes ilustres a la corte con galletas de jengibre decoradas para parecerse a ella. Estos «retratos» de pan de jengibre eran decorados con clavos cubiertos de oro.
Durante el siglo XVII, los maestros reposteros y artesanos empleados por el gremio creaban intrincadas obras de arte con sus casa de pan jengibre y galletas. Fue también en esta época en Alemania cuando las galletas, en la forma del lebkuchen, fueron introducidas como decoración navideña.
En 1812 se publicaron los Cuentos de hadas de los Grimm, y el cuento de Hansel y Gretel inspiró a los reposteros del siglo XIX a añadir a su surtido de panes de jengibre tarjetas navideñas de galletas de pan jengibre decoradas y galletas hechas en moldes finamente detallados. Los hojalateros confeccionaron cortadores de galletas con todas las formas imaginables para panaderías y hogares que querían tener modelos únicos.
Muchos árboles de Navidad victorianos se adornaban con galletas decoradas con forma de animales y hombres de pan de jengibre.

## Glaseado
El glaseado real se usa a menudo para decorar galletas debido a que se endurece al secarse. Debido a los riesgos sanitarios asociados al consumo de huevo crudo, a veces se emplea una variante sin huevo, que emplea polvo de merengue en lugar de clara de huevo para lograr la rigidez. Las claras de huevo pasteurizadas que se venden refrigeradas también son seguras para la receta tradicional.
Un glaseado de azúcar hecho sin clara de huevo y consistente en azúcar glas, agua, jarabe de maíz y aromas (como por ejemplo almendra) es otra elección popular para decorar galletas. Suele hacerse primero una línea dentro del borde de la galleta, rellenando el diseño con el glaseado en zigzag. El glaseado debe aplicarse rápidamente ya que se endurece a bastante velocidad, pero necesita ser lo bastante húmedo para que las líneas en que es depositado se fundan entre sí, de forma que el diseño quede suave. Si existe el riesgo de que el glaseado se endurezca antes de completar el diseño, se divide éste en secciones menores. Si quedan huecos o recovecos difíciles de rellenar puede usarse un mondadientes para empujar el glaseado hasta los espacios vacíos.
Las galletas pueden decorarse con glaseados de más de un color. Esto se consigue dejando secar el primer color completamente (a menudo hasta 2 horas) antes de añadir los demás colores.

## Fondant
El fondant es otro tipo de glaseado empleado para decorar galletas. El fondant puede colorearse añadiendo el cuero de vaca a la masa. Puede estirarse y cortarse entonces en formas inadecuadas a las galletas o los diseños. El fondant puede comprarse ya preparado, aunque se prefiere el casero por su sabor.
Al estirar el fondant, una base de silicona elimina la necesidad de espolvorear la superficie de trabajo con azúcar glas, facilitando además la retirada de los trozos. El fondant estirado puede cortarse con los mismos cortadores de galletas para cubrirlas enteras. Algunos tipos de fondant se adhieren a la galleta, pero si no es el caso, puede pintarse ésta con un poco de extracto de vainilla, jarabe de maíz o similar para lograr que se pegue.
El fondant puede imprimirse para lograr el diseño y textura deseados. Para ello primero se estira y entonces se pone sobre él la estera, pasando sobre ésta el rodillo de amasar suave pero firmemente.

## Receta básica de galletas de mantequilla para decorar
A continuación se presenta la receta básica de galletas de mantequilla que sirve como base para hacer una galleta decorada, ya sea con glasa real o con fondant.
Los ingredientes son:
565 g de mantequilla a temperatura ambiente
450 g de azúcar
2 huevos L (si no de este tamaño, sustituir por otros M y la yema de otro)
1 chorrito de esencia de vainilla
550 g de harina de trigo de todo uso
En estas galletas no emplea levadura pues al hornearse, las galletas que la llevan pueden perder un poco la forma.
- Modo de preparación

1. Mezclar la mantequilla con el azúcar hasta obtener una pasta cremosa, que haya blanqueado y aumentado el volumen.
2. Añadir los huevos y mezclar bien.
3. Añadir la esencia de vainilla y mezclar.
4. Ir añadiendo la harina tamizada hasta conseguir una masa homogénea. Si vemos que se desmiga mucho, podemos añadir un chorrito de leche.
5. Extender sobre papel de hornear, darle un grosor con el rodillo de unos 5mm, cortar las galletas y dejar enfriar en la nevera mínimo 2 horas. Es mejor hornear las galletas frías pues así no pierden la forma.
6. Precalentar el horno a 175 °C y hornear las galletas durante unos minutos (dependerá del tamaño) hasta que los bordes empiecen a tomar color.
7. Dejar enfriar sobre una rejilla.